# لي تا تشاو
لي داتشاو (بالصينية: لي داتشاو ؛ ويد جايلز: لي تا تشاو ؛ 29 أكتوبر 1889 - 28 أبريل 1927) مفكر صينيًا شارك في تأسيس الحزب الشيوعي الصيني مع تشن دوكسيو وغيره من الشيوعيين الأوائل في عام 1921، ساعد في بناء جبهة موحدة بين الحزب الشيوعي الصيني وحزب القومي (KMT) في أوائل عام 1924. أثناء الحملة الشمالية ، تم القبض عليه ثم إعدامه من قبل زعيم الحرب تشانغ تسولين في بكين عام 1927.

## روابط خارجية
- لي تا تشاو على موقع الموسوعة البريطانية (الإنجليزية)